# Municipio de Franklin (condado de Richland)
El municipio de Franklin (en inglés: Franklin Township) es un municipio ubicado en el condado de Richland en el estado estadounidense de Ohio. En el año 2010 tenía una población de 1721 habitantes y una densidad poblacional de 31,41 personas por km².

## Geografía
El municipio de Franklin se encuentra ubicado en las coordenadas 40°51′38″N 82°32′17″O / 40.86056, -82.53806. Según la Oficina del Censo de los Estados Unidos, el municipio tiene una superficie total de 54.8 km², de la cual 54.6 km² corresponden a tierra firme y (0.36%) 0.2 km² es agua.

## Demografía
Según el censo de 2010, había 1721 personas residiendo en el municipio de Franklin. La densidad de población era de 31,41 hab./km². De los 1721 habitantes, el municipio de Franklin estaba compuesto por el 97.79% blancos, el 0.7% eran afroamericanos, el 0.06% eran amerindios, el 0.17% eran asiáticos, el 0.06% eran isleños del Pacífico, el 0.12% eran de otras razas y el 1.1% pertenecían a dos o más razas. Del total de la población el 1.16% eran hispanos o latinos de cualquier raza.